# キャメロン・ゲルマン
キャメロン ロス ゲルマン (Cameron Roth Gellman、1998年10月10日 - ) は、アメリカの俳優です。

## バイオグラフィー
1998年10月10日ミズーリ州生まれ。 クレイトン高校に通い、2017年に卒業。その結果、彼は最終的に彼のキャリアを向上させるためにロサンゼルス地域に移転しました。

## 主な出演作品
- 2016年: デイズ・オブ・アワ・ライブス (Days of Our Lives) − ティーン #1
- 2016年: 超能力ファミリー サンダーマン (The Thundermans) − 格好良い男
- 2016年: 20センチュリー・ウーマン（20th Century Women) − マーク
- 2017年: 関係ステータス (Relationship Status) − リアム
- 2018年: フォスター家の事情 (The Fosters) − マックス
- 2018年: ザ・ミドル 中流家族のフツーの幸せ (The Middle) − ヘンリー
- 2018年: マミー・ビー・マイン (Mommy Be Mine) − ジェイソン・デ・ラ・ガルサ
- 2018年: チャーリー・セズ/マンソンの女たち (Charlie Says) − ボビー・ボーソレイユ
- 2018年: ヘザーズ (Heathers) − カート・ケリー
- 2019年: 解決 (Solve) − アレックス
- 2020年: グッド・ドクター 名医の条件 (The Good Doctor) − エイデン・ポーター
- 2020年—2022年: スターガール (DC's Stargirl) − リック・タイラー / アワーマン II
- 2022年: アニマルキングダム (Animal Kingdom) − ブロックフェロー